# Aleksei Bondarenko
Aleksei Bondarenko (în rusă Алексе́й Бондаре́нко; n. 23 august 1978, Qostanai, RSS Kazahă, URSS) este un gimnast artistic ce a reprezentat Rusia, medaliat olimpic. A participat la două ediții ale Jocurilor Olimpice (2000, 2004) în care a câștigat o medalie de argint și o medalie de bronz.